# برام اشمیتس
برام اشمیتس (هلندی: Bram Schmitz؛ زادهٔ ۲۳ آوریل ۱۹۷۷ ‏(۴۷ سال)) دوچرخه‌سوار اهل هلند است.